# Скачани
Скачани (словац. Skačany) — село, громада округу Партизанське, Тренчинський край. Кадастрова площа громади — 15.38 км².
Населення 1357 осіб (станом на 31 грудня 2020 року).

## Історія
Скачани згадуються 1078 року.

## Населення
| Рік:            | 1994. | 2004.   | 2014.   | 2024.   |
| --------------- | ----- | ------- | ------- | ------- |
| Кількість осіб: | 1252  | 1274    | 1372    | 1327    |
| Різниця:        |       | +1,75 % | +7,69 % | -3,27 % |

| Рік:            | 2023. | 2024.   |
| --------------- | ----- | ------- |
| Кількість осіб: | 1319  | 1327    |
| Різниця:        |       | +0,60 % |